# 伏氏帚齒非鯽
伏氏帚齒非鯽，為輻鰭魚綱鱸形目隆頭魚亞目慈鯛科的其中一種，分布於非洲喀麥隆Nyong、Ntem河 、加彭Ivindo河流域，體長可達20.2公分，棲息在水底，生活習性不明。

## 擴展閱讀
維基物種上的相關：伏氏帚齒非鯽